# Giovannino Guareschi - Non muoio neanche se mi ammazzano
Giovannino Guareschi - Non muoio neanche se mi ammazzano è un film tv italiano sulla vita dello scrittore che creò i personaggi di Peppone e don Camillo: girato nei luoghi originali, è diretto da Andrea Porporati e ha come protagonista Giuseppe Zeno.
Il titolo riprende una frase del diario che Guareschi tenne quando era internato militare in Polonia e Germania (1943-1945), avendo rifiutato di combattere con i nazi-fascisti.

## Soggetto e sceneggiatura
Liberamente tratto dal libro biografico Chi sogna nuovi gerani? (Rizzoli, 1993) curato da Alberto e Carlotta Guareschi, figli di Giovannino, il film è stato sceneggiato da Andrea Porporati, con la collaborazione di Marco Ferrazzoli, da un soggetto firmato dallo stesso Porporati con Simone Ortolani, Roberto Vecchi, Emiliano Procucci, Gloria Giorgianni; gli autori si sono avvalsi della consulenza di Alberto Guareschi.
« Il film – è stato spiegato – racconta gli alti e bassi della vita di uno scrittore tra i più noti della narrativa italiana, che per lo spiccato tono ironico e irriverente, si è spesso scontrato con le istituzioni, e non solo. Una storia fuori dal comune, tra guerra, mondo editoriale, carcere, campi di concentramento. Nella sua vita due costanti: l’amore per la dolce moglie Ennia sempre al suo fianco, e quello per la sua terra natia, la bassa pianura emiliana, che trasformerà nel fortunato Mondo Piccolo. »

## Produzione
Annunciato nell'ottobre 2023 dalla Emilia-Romagna Film Commission fra le opere sostenute, il film è prodotto da Anele srl di Roma in collaborazione con RAI Fiction, e con il sostegno appunto della Regione Emilia-Romagna. 

## Riprese
Le riprese di Giovannino Guareschi - Non muoio neanche se mi ammazzano si sono interamente svolte in Emilia e sono durate un mese, coinvolgendo anche centinaia di comparse ; iniziate il 9 settembre 2024, hanno interessato una decina di comuni fra il Reggiano  e il Parmense: Bagnolo in Piano, Brescello, Guastalla, Luzzara, Novellara e Reggio Emilia; poi Colorno, Polesine Zibello, Sissa Trecasali e Sorbolo Mezzani.

## Interpreti
Oltre a Giuseppe Zeno nei panni di Guareschi, il film è interpretato fra gli altri da Benedetta Cimatti (la moglie Ennia), Andrea Roncato (il padre Primo Augusto), Maurizio Donadoni (l'editore Angelo Rizzoli), Salvatore Striano (il produttore cinematografico Peppino Amato), Andrea Gherpelli   (Otello Montanari, dirigente comunista). 

## Programmazione
La messa in onda del film, in due parti, è prevista su RAI 1 nel 2025.